# Dansk Melodi Grand Prix 2013
La quarantatreesima edizione del Dansk Melodi Grand Prix si è tenuta il 26 gennaio 2013 presso il Jyske Bank Boxen di Herning e ha selezionato il rappresentante della Danimarca all'Eurovision Song Contest 2013 di Malmö.
La vincitrice è stata Emmelie de Forest con Only Teardrops.

## Organizzazione
L'emittente radiotelevisiva danese Danmarks Radio (DR) ha confermato la partecipazione all'Eurovision Song Contest 2013 il 28 maggio 2012, appena due giorni dopo la conclusione dell'edizione 2012, ospitata dalla capitale azera Baku.
Come per ogni partecipazione danese, DR ha organizzato il Dansk Melodi Grand Prix, per selezionare il rappresentante della Danimarca al concorso canoro. L'emittente danese ha ricevuto un totale record di 692 brani tra l'11 luglio e il 24 settembre 2012, scegliendone 10 per la selezione. Questo risultato è stato il più alto dal 1988, quando l'emittente ricevette 741 brani per il concorso.
Il 4 ottobre 2012 è stato annunciato che il DMPG si sarebbe tenuto presso la città di Herning (che ha già ospitato le edizioni 2001 e 2009), nello Jutland, e che sarebbe stato ospitato dal Jyske Bank Boxen, mentre il 1º novembre sono state annunciate le tre presentatrici della selezione nazionale: Sofie Lassen-Kahlke, Louise Wolff e Lise Rønne. La scenografia è stata curata da Claus Zier.

### Format
Lo show è stato suddiviso in una finale, nella quale hanno gareggiato i 10 artisti, e nella cosiddetta superfinale, raggiunta dai primi tre classificati della finale. In entrambe il punteggio è stato formato dal televoto via SMS degli spettatori e dal voto di una giuria di esperti. Nella superfinale la giuria ha assegnato 1, 2 o 3 punti in base alle preferenze.
I punteggi della finale non sono stati divulgati contrariamente a quelli della superfinale.

#### Giuria
Il 14 gennaio 2013 sono stati rivelati i membri della giuria:
- Jørgen de Mylius, conduttore televisivo e radiofonico (presentatore dell'edizione precedente);
- Lis Sørensen, cantante;
- Maria Lucia Rosenberg, cantante;
- Mich Hedin Hansen, produttore discografico, paroliere e DJ;
- Thomas Kato Vittrup, produttore discografico e DJ.

## Partecipanti
La lista dei 10 concorrenti in ordine alfabetico annunciati dall'emittente il 16 gennaio 2013:
| Artista               | Brano                        | Lingua  | Compositori                                                                                      |
| --------------------- | ---------------------------- | ------- | ------------------------------------------------------------------------------------------------ |
| Albin                 | Beautiful To Me              | Inglese | Brian Risberg Clausen e Mads Haugaard                                                            |
| Brinck                | Human                        | Inglese | Niels Brinck Kristensen                                                                          |
| Daze                  | We Own the Universe          | Inglese | Thomas G:son e Peter Böstrom                                                                     |
| Emmelie de Forest     | Only Teardrops               | Inglese | Lisa Cabble, Julia Fabrin Jakobsen e Thomas Stengaard                                            |
| Frederikke Vedel      | Jeg har hele tiden vidst det | Danese  | Pernille Georgi, Thomas Reil e Jeppe Reil                                                        |
| Jack Rowan & Sam Gray | Invincible                   | Inglese | Achmad Darwich, Jack Rowan e Sam Gray                                                            |
| Kate Hall             | I'm not Alone                | Inglese | Lars Halvor Jensen, Martin Larsson, Michelle Bell, Oscar Holter, Jakke Erixson e Simon Hermansen |
| Louise Dubiel         | Rejs dig op                  | Danese  | Casper Lindstad, Rune Braager e Louise Dubiel                                                    |
| Mohammed Ali          | Unbreakable                  | Inglese | Morten Friis, Michael Parsberg, Peter Bjørnskov e Lene Dissing                                   |
| Simone                | Stay Awake                   | Inglese | Lars Halvor Jensen e Carsten Lindberg                                                            |

## Finale
La finale si è tenuta il 26 gennaio 2013 alle ore 20:30 (UTC+1) ed è stata trasmessa su DR1 e sul sito web di DR.
Durante la finale si sono esibiti come interval acts: Soluna Samay (vincitrice della precedente edizione e rappresentante danese all'Eurovision Song Contest 2012), Johnny Logan (cantante irlandese e vincitore dell'Eurovision Song Contest nel 1980 e nel 1987), i Brotherhood of Man (vincitori dell'Eurovision Song Contest 1976 per il Regno Unito) e gli Herreys (vincitori svedesi dell'Eurovision Song Contest 1984).
| #  | Artista               | Titolo                       |
| -- | --------------------- | ---------------------------- |
| 1  | Frederikke Vedel      | Jeg har hele tiden vidst det |
| 2  | Brinck                | Human                        |
| 3  | Kate Hall             | I'm Not Alone                |
| 4  | Louise Dubiel         | Rejs dig op                  |
| 5  | Daze                  | We Own the Universe          |
| 6  | Simone                | Stay Awake                   |
| 7  | Jack Rowan & Sam Gray | Invincible                   |
| 8  | Emmelie de Forest     | Only Teardrops               |
| 9  | Albin                 | Beautiful to Me              |
| 10 | Mohamed Ali           | Unbreakable                  |

### Superfinale
| Artista           | Canzone        | Punteggio | Punteggio | Punteggio | Posizione |
| Artista           | Canzone        | SMS       | Giuria    | Totale    | Posizione |
| ----------------- | -------------- | --------- | --------- | --------- | --------- |
| Simone            | Stay Awake     | 7         | 8         | 15        | 3         |
| Emmelie de Forest | Only Teardrops | 15        | 11        | 26        | 1         |
| Mohamed Ali       | Unbreakable    | 8         | 11        | 19        | 2         |

| Canzone        | M. Hansen | L. Sørensen | J. de Mylius | M. Rosenberg | T. Vittrup | Totale |
| -------------- | --------- | ----------- | ------------ | ------------ | ---------- | ------ |
| Stay Awake     | 1         | 1           | 2            | 2            | 2          | 8      |
| Only Teardrops | 3         | 3           | 3            | 1            | 1          | 11     |
| Unbreakable    | 2         | 2           | 1            | 3            | 3          | 11     |

## All'Eurovision Song Contest

### Verso l'evento

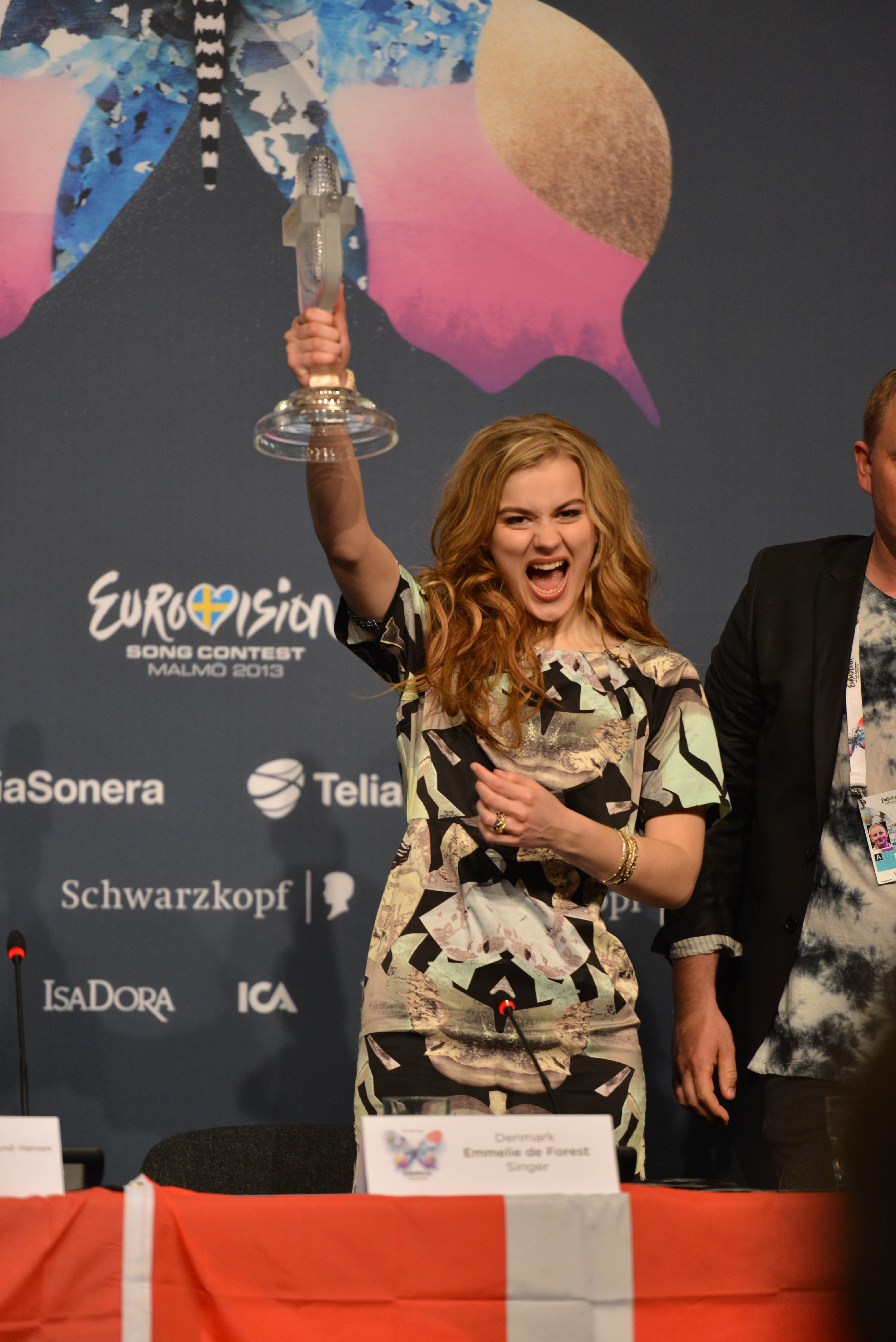
Emmelie de Forest durante la conferenza stampa dopo la vittoria

Il 7 novembre 2012, per facilitare e rendere equa la distribuzione dei biglietti per l'evento, è stato deciso che la Danimarca si sarebbe esibita durante la prima semifinale del 14 maggio, per separarla dalla vicina Norvegia, che si è invece esibita nella seconda semifinale.
Con l'annuncio dell'ordine di esibizione delle semifinali, è stato stabilito che la Danimarca si sarebbe esibita 5ª, dopo i croati Klapa s mora e prima della russa Dina Garipova.

### Performance
La performance all'Eurovision Song Contest 2013 non ha visto particolari cambiamenti da quella adottata per la selezione nazionale: la cantante, al centro del palco, viene introdotta dal tin whistle, suonato da Jacob Baagøe Thomsen, mentre il secondo batterista, Morten Specht Larsen, e i tre coristi, Anne Murillo, Heidi Degn e Anders Øhrstrøm, si affiancano alla melodia registrata rimanendo in secondo piano.
La Danimarca si è esibita 5ª nella prima semifinale del 14 maggio 2013 come da programma, classificandosi 1ª con 167 punti e qualificandosi per la finale.
Esibitasi 18ª in finale si classifica nuovamente 1ª con 281 punti, vincendo l'Eurovision Song Contest 2013 con un distacco di 47 punti dal secondo classificato (l'Azerbaigian con Hold Me di Fərid Məmmədov).

### Giuria e commentatori
La giuria danese per l'Eurovision Song Contest 2013 è stata composta da:
- Jørgen de Mylius, conduttore televisivo e radiofonico;
- Soluna Samay, cantante (rappresentante della Danimarca all'Eurovision 2012);
- Lars Pedersen, produttore discografico;
- Kaya Brüel, cantante e attrice;
- Jimmy Colding, cantante.

L'evento è stato trasmesso integralmente su DR1 con il commento di Ole Tøpholm. La portavoce dei voti danesi in finale è stata Sofie Lassen-Kahlke.

### Voto

#### Punti assegnati alla Danimarca
| Punteggio (167)                                                              | Punteggio (167)   | Punteggio (167)                                        | Punteggio (167) | Punteggio (167)     |
| 12                                                                           | 10                | 8                                                      | 7               | 6                   |
| ---------------------------------------------------------------------------- | ----------------- | ------------------------------------------------------ | --------------- | ------------------- |
| - Austria - Croazia - Estonia - Irlanda - Paesi Bassi - Svezia - Regno Unito | - Belgio - Russia | - Bielorussia - Cipro - Montenegro - Serbia - Slovenia | - Moldavia      | - Italia - Lituania |
| 5                                                                            | 4                 | 3                                                      | 2               | 1                   |
|                                                                              | - Ucraina         |                                                        |                 |                     |

| Punteggio (281)                                                                      | Punteggio (281)                                                              | Punteggio (281)              | Punteggio (281)                                   | Punteggio (281)                         |
| 12                                                                                   | 10                                                                           | 8                            | 7                                                 | 6                                       |
| ------------------------------------------------------------------------------------ | ---------------------------------------------------------------------------- | ---------------------------- | ------------------------------------------------- | --------------------------------------- |
| - Irlanda - Islanda - Italia - Francia - Macedonia - Serbia - Slovenia - Regno Unito | - Belgio - Croazia - Germania - Montenegro - Paesi Bassi - Svezia - Ungheria | - Estonia - Israele - Spagna | - Cipro - Finlandia - Georgia - Grecia - Norvegia | - Lettonia - Malta - Moldavia - Romania |
| 5                                                                                    | 4                                                                            | 3                            | 2                                                 | 1                                       |
| - Austria - Azerbaigian - Ucraina                                                    | - Armenia - Russia                                                           | - Svizzera                   | - Bulgaria - Lituania                             | - Albania - Bielorussia                 |

#### Punti assegnati dalla Danimarca
| Punti | Paese       |
| ----- | ----------- |
| 12    | Russia      |
| 10    | Paesi Bassi |
| 8     | Ucraina     |
| 7     | Belgio      |
| 6     | Moldavia    |
| 5     | Montenegro  |
| 4     | Austria     |
| 3     | Irlanda     |
| 2     | Lituania    |
| 1     | Estonia     |

| Punti | Paese       |
| ----- | ----------- |
| 12    | Norvegia    |
| 10    | Paesi Bassi |
| 8     | Svezia      |
| 7     | Russia      |
| 6     | Grecia      |
| 5     | Belgio      |
| 4     | Malta       |
| 3     | Ucraina     |
| 2     | Finlandia   |
| 1     | Islanda     |